# Королевская Академия изящных искусств в Брюсселе
Королевская Академия изящных искусств в Брюсселе (фр. Académie royale des beaux-arts de Bruxelles) — академия художеств в бельгийской столице, основанная в 1711 году. Академию иногда путают с Королевской академией наук и искусств Бельгии и Академией изящных искусств в составе Института Франции.
Среди учеников и преподавательского состава Академии находятся имена самых известных бельгийских художников, скульпторов и архитекторов. Здесь учились Джеймс Энсор, Рене Магритт и Поль Дельво. Непродолжительное время в конце 1880 года в Академии учился известный голландский художник Винсент ван Гог, расширяя свои знания об анатомии, композиции и перспективе. Пейо, создатель Смурфов, также учился здесь.
Изначально Академия размещалась в одной-единственной комнате в здании городской ратуши. В 1876 году заведение переехало в бывший монастырь и сиротский приют по улице Миди, восстановленный городским архитектором Пьером Виктором Ямаром, в котором школа и находится поныне.

## Руководство
Наиболее примечательные руководители школы:
- Франсуа-Жозеф Навез (1835—1862)
- Жан-Франсуа Портель (1878 — ?)
- Пьер Шарль Ван-дер-Стаппен (1898 — ?)
- Виктор Руссо (1919—1922)
- Виктор Орта (1927—1931)
- Поль Дельво (1965—1966)

Президентом академии был Гийом-Ипполит ван Волксем.